# Srednja vrata
A Srednja vrata (olaszul: Canale di Veglia) egy tengerszoros Horvátországban, az Adriai-tengerben, keletről Cres és nyugatról Krk szigetei között.

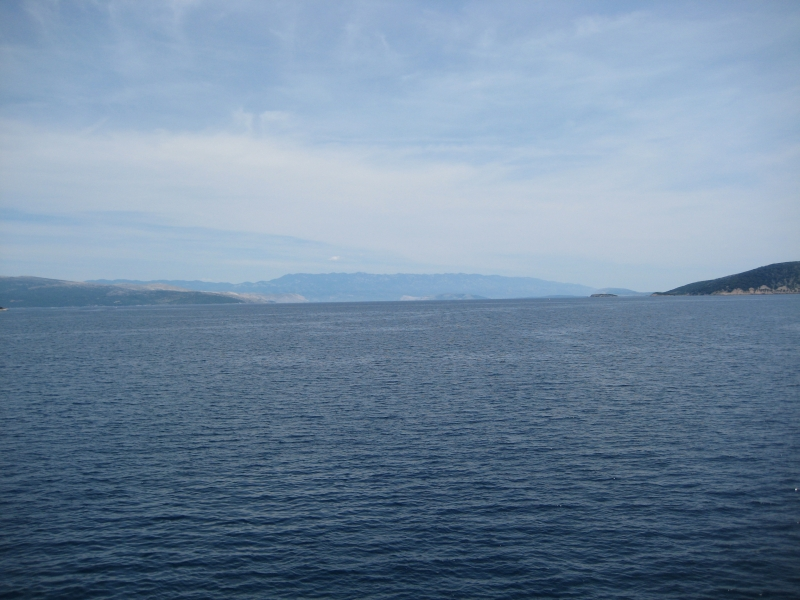
A Srednja vrata látképe

Hosszúsága 13 km, szélessége 4,5-től 7,5 km, legnagyobb mélysége 78 m. A Srednja vrata köti össze a Kvarnerićet a Fiumei-öböllel.